# Mama (canção de Exo)
Mama (estilizado como MAMA) é o single de estreia do grupo masculino sino-coreano Exo, interpretada pelas subunidades EXO-K e EXO-M. Disponível em duas versões linguísticas, coreana e mandarim, a canção foi lançada em 8 de abril de 2012 pela S.M. Entertainment. Em 9 de abril de 2012, ela foi incluída como uma das faixas do extended play de estreia do grupo, MAMA.

## Lançamento e promoção
"Mama" foi escrita e produzida por Yoo Young-jin. Sua versão coreana é interpretada pela subunidade EXO-K e a versão chinesa pelo EXO-M. Os vídeos musicais da canção foram lançados no YouTube em 8 de abril de 2012, no mesmo dia em que a canção foi disponibilizada para download através do iTunes e outros varejistas online chineses, coreanos e do continente.
EXO-K e EXO-M performaram as duas versões durante o showcase de pré-estreia em 31 de março de 2012 em Seul, Coreia do Sul, e no segundo showcase em Pequim, China, em 1 de abril.
Em 8 de abril, o EXO-M fez sua estreia na televisão no 12th Yinyue Fengyun Bang Awards, cantando "Mama". No mesmo dia o EXO-K fez sua estreia no programa de música Inkigayo, interpretando "MAMA" e o segundo single prólogo do grupo, "History". EXO-K também fez sua apresentação de estreia no M! Countdown em 12 de abril, no Music Bank em 13 de abril, e no Show! Music Core em 14 de abril.[carece de fontes?]

## Vídeo musical
Dois vídeos para "MAMA" foram divulgados no YouTube em 8 de abril de 2012 no canal oficial da S.M. Entertainment, SMTOWN. Cada vídeo, embora gravados em duas versões diferentes, apresentaram todos os integrantes do EXO.

Uma imagem capturada do videoclipe apresentando, o membro Kai.

Os dois vídeos começam com a mesma animação e narração em inglês ilustrando o nascimento de doze poderes lendários que quebram em duas forças separadas, a fim de "manter vivo o coração da árvore da vida", que está sendo conquistada por uma força do mal. As duas lendas dividem a árvore da vida no meio, e carregam cada peça de suas próprias terras. A narração, em seguida, declara que, quando as duas lendas se "reunirem em uma raiz perfeita", em eles purificarão a força do mal. Após a introdução, todos os integrantes do grupo aparecem andando ao centro de uma sala circular escura. A música começa com um canto gregoriano, e os membros olham para uma luz brilhante no céu em uníssono. Ao longo dos vídeos, há fotos em close dos membros que executam seus próprios poderes celestes com sequências de dança, coreografados por Lyle Beniga. Os vídeos chegam ao fim com cada grupo terminando sua dança, e é mostrado o logotipo de EXO. A canção utiliza um riff da canção "Kashmir" de Led Zeppelin no fundo, bem como o fim da canção "November Rain" do Guns N' Roses.[carece de fontes?]

## Desempenho nas paradas musicais
| Paradas (2012)               | Melhores posições |
| ---------------------------- | ----------------- |
| Gaon Singles chart           | 46                |
| Gaon Monthly Singles chart   | 72                |
| Gaon Local Singles chart     | 46                |
| Gaon Streaming Singles chart | 60                |
| Gaon Download Singles chart  | 41                |
| Billboard K-Pop Hot 100      | 89                |

## Vendas
| Região                   | Vendas |
| ------------------------ | ------ |
| Estados Unidos (Nielsen) | 38,000 |